# Любівка (Олександрійський район)
Лю́бівка — село в Україні, в Онуфріївській селищній громаді Олександрійського району Кіровоградської області. Населення становить 46 осіб. 

## Населення
Згідно з переписом УРСР 1989 року чисельність наявного населення села становила 66 осіб, з яких 27 чоловіків та 39 жінок.
За переписом населення України 2001 року в селі мешкало 46 осіб.

### Мова
Розподіл населення за рідною мовою за даними перепису 2001 року:
| Мова       | Чисельність | Відсоток |
| ---------- | ----------- | -------- |
| українська | 45          | 97,83%   |
| російська  | 1           | 2,17%    |
| Усього     | 46          | 100%     |